# 서울대은초등학교
서울대은초등학교(서울大恩初等學校)는 대한민국 서울특별시 은평구에 있는 공립 초등학교이다.

## 연혁
- 1982년 10월 8일 : 개교

## 참고 자료
- 서울대은초등학교 - 한국교육학술정보원 학교알리미